# 保罗·蒙纳
保罗·蒙纳（義大利語：Paolo Monna，1998年4月19日—），意大利男子射击运动员，2023年欧洲运动会混合团体10米气手枪金牌得主和男子10米气手枪团体铜牌得主、2024年夏季奥林匹克运动会男子10米气手枪铜牌得主。